# مارتي كوسيلا
مارتي كوسيلا (بالفنلندية: Martti Kuusela)‏ هو مدرب كرة قدم ولاعب كرة قدم فنلندي في مركز الوسط، ولد في 9 أكتوبر 1945 في روفانييمي في فنلندا. شارك مع منتخب فنلندا لكرة القدم. أما مع النوادي، فقد لعب مع نادي روفانييمن بالوسورا ونادي هلسنكي.

## وصلات خارجية
- مارتي كوسيلا على موقع الاتحاد الدولي (مؤرشف)  (الإنجليزية)
- مارتي كوسيلا على موقع قاعدة بيانات كرة القدم.إي يو (الإنجليزية)
- مارتي كوسيلا على موقع ناشيونال فوتبول تيمز (الإنجليزية)
- مارتي كوسيلا على موقع عالم كرة القدم.نت (الإنجليزية)